# Força magnética
A força magnética é um tipo de força entre objetos ferromagneticos, que atua mesmo que não estejam em contato, tal como a força gravitacional e a força elétrica. Pode ser atrativa ou
repulsiva, o que fez com que fosse confundida com a força elétrica anteriormente a 1600.
Existem ímanes naturais; na Grécia antiga, as rochas extraídas nas minas da região da Magnésia eram ímanes naturais que deram origem ao termo magnetismo. Um ímã tem sempre um polo norte e um polo sul. Aproximando dois polos opostos de dois ímanes, surge uma força atrativa entre os ímanes; e entre polos semelhantes a força é repulsiva.

## Propriedades

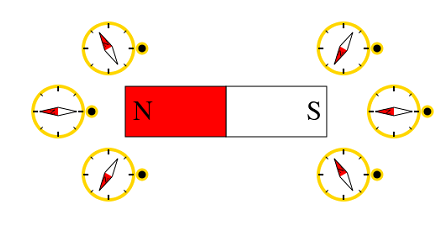
A bússola aponta no sentido das linhas de campo magnético.

Um ímã cria um campo magnético à sua volta. O campo pode ser detectado com uma bússola, que é também um pequeno ímã. A figura ao lado mostra um ímã de forma de barra retangular; o polo norte costuma estar pintado de vermelho.
Aproximando uma bússola dos polos, consegue ver-se a direção das linhas de campo magnético; por convenção, as linhas de campo são no sentido em que aponta o polo norte da bússola; em cada ponto define-se um vetor de campo magnético, {\displaystyle {\vec {B}}}, com o sentido e direção da orientação da bússola.
As linhas de campo saem do polo norte e entram no polo sul; são semelhantes às linhas de campo elétrico de um dipolo elétrico, mas a diferença é que as linhas de campo magnético não terminam no polo sul, nem começam no polo norte, mas são linhas fechadas que passam pelos dois polos.

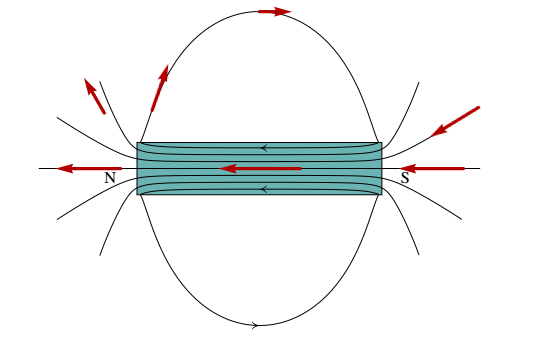
Linhas de campo de um íman retangular.

Se partirmos um ímã em vários pedaços menores, em cada pedaço aparecem um polo norte e um polo sul. É impossível obter um polo norte ou um polo sul isolado. Essa é a maior diferença em relação ao campo elétrico, onde podem existir cargas positivas ou negativas isoladas.
A inexistência de mono-polos magnéticos implica que não podem existir pontos para onde muitas linhas de campo convergem, nem pontos de onde muitas linhas de campo divergem.
Em relação à matriz jacobiana do campo magnético num ponto do espaço:
{\displaystyle {\begin{bmatrix}{\frac {\displaystyle \partial \mathbf {B} _{x}}{\displaystyle \partial x}}&{\frac {\displaystyle \partial \mathbf {B} _{x}}{\displaystyle \partial y}}&{\frac {\displaystyle \partial \mathbf {B} _{x}}{\displaystyle \partial z}}\\[12pt]{\frac {\displaystyle \partial \mathbf {B} _{y}}{\displaystyle \partial x}}&{\frac {\displaystyle \partial \mathbf {B} _{y}}{\displaystyle \partial y}}&{\frac {\displaystyle \partial \mathbf {B} _{y}}{\displaystyle \partial z}}\\[12pt]{\frac {\displaystyle \partial \mathbf {B} _{z}}{\displaystyle \partial x}}&{\frac {\displaystyle \partial \mathbf {B} _{z}}{\displaystyle \partial y}}&{\frac {\displaystyle \partial \mathbf {B} _{z}}{\displaystyle \partial z}}\end{bmatrix}}}
um valor próprio real, diferente de zero, implica infinitas linhas de campo a sair ou entrar no ponto, excepto no caso em que exista outro valor próprio com o mesmo valor absoluto e sinal oposto (nesse caso existem apenas duas linhas que entram no ponto e duas que saem).
Consequentemente, a soma de todos os valores próprios deverá ser nula; lembrando que a soma dos valores próprios de uma matriz é igual ao seu traço, vem:
{\displaystyle {\frac {\partial \mathbf {B} _{\mathbf {x} }}{\partial x}}+{\frac {\partial \mathbf {B} _{\mathbf {y} }}{\partial y}}+{\frac {\partial \mathbf {B} _{\mathbf {z} }}{\partial z}}=0\longrightarrow \nabla \cdot \mathbf {B} =0}
essa soma é designada de divergência do campo. A condição de que a divergência do campo seja nula equivale a dizer que não podem existir nem focos nem nós porque nesse caso a soma dos valores próprios não seria nula. Os pontos de equilíbrio do campo magnético podem ser apenas centros ou pontos de sela.

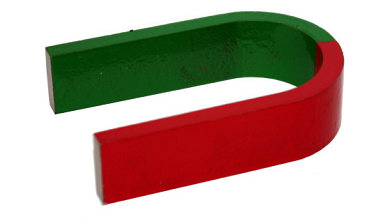
Íman de forma de ferradura. O polo norte está pintado de vermelho, e o polo sul de verde.

Por exemplo, num íman retangular como o da figura anterior as linhas de campo abrem-se fora de cada polo, curvando-se para passar pelo outro polo; isso implica que o campo decresce rapidamente perto dos polos. Uma forma de conseguir que as linhas de campo não se abram tanto, para obter um campo mais forte, consiste em dobrar a barra de forma de ferradura, para que os dois polos fiquem mais perto um do outro.
A própria Terra é também um íman natural e, por isso, a bússola aponta na direção do Polo Norte geográfico. As linhas do campo magnético terrestre têm o sentido do polo sul geográfico para o Polo Norte geográfico. Assim, o Polo Norte geográfico é, de facto, o polo Sul magnético da Terra, e o Polo Sul geográfico é o polo norte magnético.
Os materiais que podem ser magnetizados, formando um íman, são chamados ferromagnéticos; a maior parte das substâncias são diamagnéticas, nomeadamente, não podem ser magnetizadas e não interagem com o campo magnético de forma apreciável, exceto num campo magnético muito forte, onde sentem uma força repulsiva. Finalmente, existem também substâncias paramagnéticas que são atraídas ligeiramente pelos ímanes (os materiais ferromagnéticos são atraídos com maior força).

## Força magnética sobre condutores com corrente
Um campo magnético também pode ser detectado com um fio percorrido por corrente. O campo magnético produz uma força sobre o fio, diretamente proporcional à corrente. A força magnética sobre um pequeno segmento de fio depende também da orientação do fio em relação ao campo magnético; se o fio for paralelo ao campo magnético, a força é nula, e se o fio for perpendicular ao campo, a força é máxima. O módulo da força também é diretamente proporcional ao comprimento do pedaço de fio. A constante de proporcionalidade define o módulo do campo magnético, B.
A direção da força é sempre perpendicular ao campo magnético e perpendicular ao fio; o sentido da força segue a regra da mão direita entre o sentido da corrente e o sentido do campo magnético. Usando vetores, a força magnética exercida sobre um segmento infinitesimal {\displaystyle dL} de um condutor que conduz uma corrente elétrica {\displaystyle I} pode ser escrita como:
{\displaystyle d{\vec {F}}=I(d{\vec {L}}\times {\vec {B}})}
em que {\displaystyle d{\vec {L}}} é um vetor infinitesimal que possui o sentido da corrente. No caso geral, será preciso integrar a equação acima para obter a força total sobre um fio. No caso particular em que o fio for retilíneo, com comprimento {\displaystyle L}, e o campo magnético for uniforme, a força resultante é:
{\displaystyle {\vec {F}}=I({\vec {L}}\times {\vec {B}})}
A equação da direção da força permitem-nos concluir que, no sistema internacional de unidades, as unidades do campo magnético são N=(m.A). Essa unidade é o tesla, identificado pela letra T. Um campo magnético de um tesla é um campo bastante elevado. Uma unidade menor, usada com frequência, é o gauss, identificado com a letra G:
{\displaystyle 1\,\mathrm {G} =10^{-4}\;\mathrm {T} }
o módulo do campo magnético terrestre, na superfície da Terra, encontra-se entre 0,3 G e 0,6 G em diferentes locais.

## Força magnética sobre partículas com carga

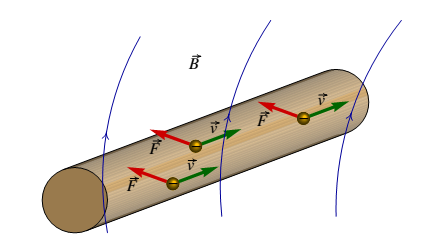
Força magnética sobre as cargas de condução, num condutor com corrente.

A força produzida pelo campo magnético sobre um fio com corrente é o resultado das forças que atuam sobre cada uma das cargas de condução, devido ao seu movimento.
Quando não há corrente, a velocidade média das cargas de condução é nula e a força magnética resultante também é nula. Quando a corrente aumenta no condutor, a velocidade média das cargas de condução aumenta em proporção direta à corrente, e a força sobre cada carga de condução também aumenta em proporção direta. A força magnética sobre cada carga de condução e, de forma geral, a força magnética sobre qualquer partícula com carga q é dada pela equação:
{\displaystyle {\vec {F}}=q\,{\vec {v}}\times {\vec {B}}}
Em que {\displaystyle \scriptstyle {\vec {v}}} é a velocidade da partícula e {\displaystyle \scriptstyle {\vec {B}}} é o campo magnético no ponto onde se encontra a partícula. Assim, a força magnética é diretamente proporcional ao módulo da velocidade da partícula e à sua carga.
Se a velocidade for paralela ao campo, a força será nula, e se a velocidade for perpendicular ao campo, a força será máxima. A força magnética é perpendicular à velocidade da partícula e perpendicular ao campo.
Se a carga da partícula for positiva, o sentido da força é dado pela regra da mão direita, desde {\displaystyle \scriptstyle {\vec {v}}} {\displaystyle \scriptstyle {\vec {B}}} (ver figura abaixo), ou no sentido oposto, se a carga da partícula for negativa.

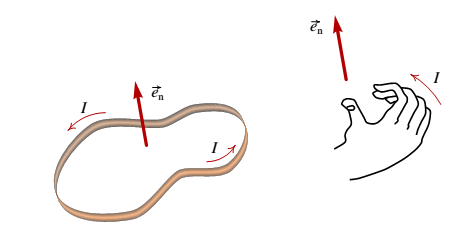
A força magnética sobre uma partícula é perpendicular à sua velocidade e a
campo magnético, no sentido da regra da mão direita.

Numa região onde existem campos elétrico, {\displaystyle \scriptstyle {\vec {E}}} , e magnético, {\displaystyle \scriptstyle {\vec {B}}} , a força sobre uma partícula
com carga q e velocidade {\displaystyle \scriptstyle {\vec {v}}} é:
{\displaystyle {\vec {F}}=q\,\left({\vec {E}}+{\vec {v}}\times {\vec {B}}\right)}
Em geral, a força resultante poderá ter componentes nas direções tangencial e normal. A força magnética é sempre no plano perpendicular à direção tangencial. tangencial. Qualquer mudança de energia cinética é devida ao campo elétrico já que o campo magnético não realiza nenhum trabalho, por produzir força sempre perpendicular ao deslocamento.
As linhas de campo magnético de um campo magnético uniforme são retas paralelas e costumam desenhar-se equidistantes entre sim, para indicar a uniformidade do campo.
Num plano perpendicular ao campo uniforme, as linhas são desenhadas como pontos, se o campo apontar para fora do desenho, ou por meio de x, se o campo apontar para dentro do desenho, como no caso seguinte; por exemplo, na figura a direita está representado um campo magnético uniforme, que aponta para dentro da folha.

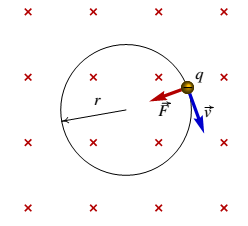
Movimento de uma partícula com carga negativa dentro de um campo magnético uniforme, apontando para dentro da folha.

Consideremos uma partícula, com carga q, que se desloca dentro de um campo magnético uniforme, sem existirem outras forças para além da força magnética. Se a velocidade inicial da partícula for perpendicular ao campo, o módulo da força magnética será {\displaystyle \scriptstyle q\;v\;B}.
Como em cada instante a força é perpendicular à velocidade, e o modulo da velocidade permanece constante (a força magnética não altera a energia cinética), o resultado será um movimento circular uniforme em que a força centrípeta, {\displaystyle \scriptstyle m\,v^{2}/r} é a força magnética {\displaystyle \scriptstyle q\;v\;B}.
Consequentemente, o raio da trajetória e a velocidade angular do movimento serão:
{\displaystyle r={\frac {m\,v}{q\,B}}\qquad \quad \omega ={\frac {q\,B}{m}}}
As partículas com carga negativa rodarão em sentido oposto às partículas com carga positiva. No caso da figura acima, a carga da partícula é negativa.
As partículas com carga negativa rodarão em sentido oposto às partículas com carga positiva. No caso da figura abaixo, a carga da partícula é negativa.
Se a velocidade inicial não for perpendicular ao campo, a componente da velocidade no sentido do campo permanece constante, enquanto que a velocidade perpendicular roda, com a velocidade angular dada pela equação acima.
A sobreposição do deslocamento uniforme, na direção do campo, e o movimento circular uniforme no plano perpendicular, produz um movimento helicoidal que segue as linhas de campo magnético. O raio da hélice será menor nas regiões onde o campo for mais forte, e as linhas de campo estiverem mais perto umas das outras.

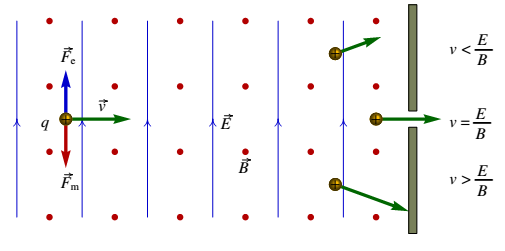
Filtro de Velocidades

Um par de campos elétrico e magnético, uniformes e perpendiculares entre si podem ser usados para “filtrar” partículas com uma determinada velocidade. A figura ao lado mostra um filtro de velocidades, formado por um campo elétrico uniforme que aponta para cima, e um campo magnético uniforme que aponta para fora do papel.
Uma partícula com carga positiva q e velocidade para a direita sentirá uma força elétrica {\displaystyle \scriptstyle q{\vec {E}}} para cima, e uma força magnética de módulo {\displaystyle \scriptstyle q\,v\,B}, para baixo.
Consequentemente, a força resultante será nula se o módulo da velocidade for exatamente igual a:
{\displaystyle v={\frac {E}{B}}}
Coloca-se uma barreira no filtro, de maneira que unicamente as partículas que se deslocam em linha reta (com velocidade E/B) logrem ultrapassar a barreira.

## Força entre condutores com corrente

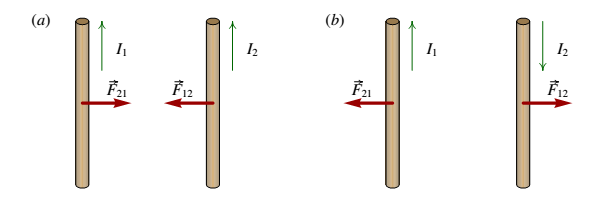
Força entre condutores com corrente

Cada condutor com corrente cria um campo magnético que produz forças magnéticas sobre outros condutores com corrente. Assim, entre dois condutores com corrente existem forças magnéticas.
Calculando o sentido do campo produzido por cada condutor, e o sentido da força que esse campo exerce sobre o segundo condutor, conclui-se que a força entre dois fios com correntes no mesmo sentido é atrativa, e a força entre dois fios com correntes em sentidos opostos é repulsiva.
Se os dois fios condutores forem retilíneos e paralelos, com comprimento L muito maior que a distância r entre eles, o campo de cada um pode ser calculado pela equação obtida no fim da seção anterior; por exemplo, o campo do fio 1 nos pontos onde se encontra o fio 2 tem módulo:
{\displaystyle B_{1}={\frac {2\,k_{\mathrm {m} }\,I_{1}}{r}}}
e a força que esse campo exerce sobre o fio 2 obtém-se a partir do produto vetorial
{\displaystyle {\vec {I}}_{2}\times {\vec {B}}_{1}\,L}
Assim, o módulo da força que o fio 1 exerce sobre o fio 2 é:
{\displaystyle F_{12}={\frac {2\,k_{\mathrm {m} }\,L\,I_{1}\,I_{2}}{r}}}